# 케빈 이스트먼

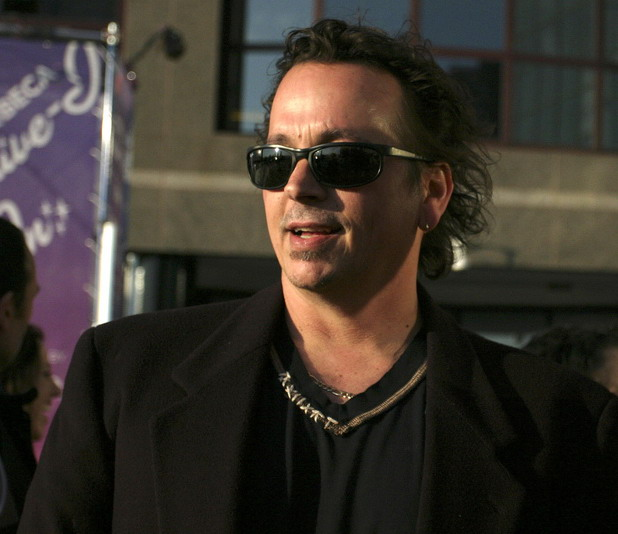
케빈 이스트먼

케빈 브룩스 이스트먼(영어: Kevin Brooks Eastman, 1962년 5월 30일 ~ )은 미국의 만화가이다. 피터 레어드와 함께 《닌자 거북이》를 만든 것으로 잘 알려져 있다.